# Bee Ridge
Bee Ridge è un census-designated place (CDP) degli Stati Uniti d'America, nella contea di Sarasota.